# Nycteola diluteramosanus
Nycteola diluteramosanus är en fjärilsart som beskrevs av Leo Schwingenschuss 1953. Nycteola diluteramosanus ingår i släktet Nycteola och familjen trågspinnare. Inga underarter finns listade i Catalogue of Life.